# Wilhelm Mergler
Wilhelm Heinrich Mergler (* 1. Mai 1835 in Hachenburg; † 7. Dezember 1909 ebenda) war nassauischer Amtsapotheker und Politiker.
Georg Mergler war der Sohn des Amtsapothekers und Abgeordneten Georg Joseph Mergler (* 30. August 1805 in Lorch; † 28. März 1881 in Hachenburg) und dessen Frau Elisabethe geborene Jüngst (* 27. August 1811 in Emmerichenhain; † 31. Januar 1847 in Hachenburg). Wilhelm Mergler heiratete am 6. Januar 1882 in Kronberg im Taunus die Tochter des Reichstagsabgeordneten und Kronberger Amtsapotheres Georg Wilhelm Neubronner (1813–1894).
Wilhelm Mergler wurde selbst Nachfolger seines Vaters als Amtsapotheker und übernahm 1869 die Amtsapotheke Hachenburg. Gemäß dem Medizinaledikt von 1818 wurde er zum Amtsapotheker ernannt und war damit für die Arzneimittelversorgung im Amt Hachenburg zuständig.
In Hachenburg war er Stadtverordnetenvorsteher und Gründer und Kommandant der Freiwilligen Feuerwehr. 1894 bis 1907 war er Mitglied des Kreisausschusses des Oberwesterwaldkreises. 1899 bis 1909 vertrat er den Oberwesterwaldkreis als Abgeordneter im Nassauischen Kommunallandtag. Er gehörte dort dem Finanz-, Eingaben und Rechnungsprüfungsausschuss an.